# Smoky Cape
Smoky Cape är en udde i Australien. Den ligger i delstaten New South Wales, i den sydöstra delen av landet, omkring 370 kilometer nordost om delstatshuvudstaden Sydney.
Trakten är glest befolkad. Närmaste större samhälle är South West Rocks, nära Smoky Cape. 
Genomsnittlig årsnederbörd är 1 765 millimeter. Den regnigaste månaden är februari, med i genomsnitt 289 mm nederbörd, och den torraste är oktober, med 29 mm nederbörd.